# ظاهر پیر
ظاهر پیر (به انگلیسی: Zāhir Pīr) یک شهرک در پاکستان است که در ناحیه رحیم‌یارخان واقع شده‌است. ظاهر پیر ۲۰۰٬۰۰۰ نفر جمعیت دارد.